# Семья шпионов
«Семья шпионов» (англ. Family Of Spies) — американский телефильм 1990 года. Фильм основан на реальных событиях.

## Сюжет
Фильм рассказывает о Джоне Уокере, офицере морского флота США, который начиная с 1967 года продавал сверхсекретные криптографические данные Советскому Союзу. Движимый всё больше возраставшей алчностью этот человек 17 лет своей службы работал шпионом, пытаясь привлечь к соучастию своих родственников и сослуживцев. Измена была раскрыта благодаря вмешательству Барбары, жены Уолкера-младшего, после того как он попытался вовлечь своих детей в шпионские игры.

## В ролях
- Пауэрс Бут — Джон Уокер
- Лесли Энн Уоррен — Барбара
- Лили Тейлор — Лаура
- Грэм Беккел
- Йерун Краббе — Борис Он
- Иварс Микельсон — Иван
- Эдвин Жерар — Ткаченко